# Acalymma luridifrons
Acalymma luridifrons là một loài bọ cánh cứng trong họ Chrysomelidae. Loài này được Munroe & Smith miêu tả khoa học năm 1980.